# Bromarv sockenstuga
Bromarv sockenstuga är en före detta sockenstuga i Bromarv, Finland. Stugan som var byggt i 1851 ägs av Raseborgs stad och nuförtiden har Bromarvs hembygdsmuseum verksamhet i byggnaden.

## Historia
J. Smedslund från Vättlax började att bygga Bromarv sockenstuga år 1846. Stugan som stod färdig 1851 består av en bostadsdel och en kanslidel. Den första kommunalstämman i Bromarv sammanträdde i stugan den 15 mars 1869 under pastor Tennbergs ordförandeskap. Bromarv kommunalfullmäktige sammanträdde i stugan för första gången den 22 mars 1910. Fullmäktige hade då 25  ledamöter och ordförande var doktor Emil Sandell från Kansjerf. Sockenstugan var säte för kommunalförvaltningen i Bromarv till 1955, då Furutorp blev kommunhus.
Bromarf Sparbank hade sin verksamhet i stugan under åren 1874-1917.